# Fulvio Sbarretti
Fulvio Sbarretti (Nocera Umbra, 22 settembre 1922 – Fiesole, 12 agosto 1944) è stato un carabiniere italiano, medaglia d'oro al valor militare alla memoria.

## Biografia
Era stato pastore di pecore nella campagna romana e poi operaio in una fabbrica, sino a che, nel 1942, si era arruolato nei Carabinieri. L'8 settembre 1943, Sbarretti - con i commilitoni Vittorio Marandola, Alberto La Rocca e altri giovani militari - si trovava in servizio presso la Stazione dei Carabinieri di Fiesole, retta dal vicebrigadiere Giuseppe Amico. Quest'ultimo, nell'aprile del 1944, era entrato in contatto con i partigiani della 5ª Brigata della Divisione "Giustizia e Libertà" e ne aveva ricevuto l'incarico di comandante militare di settore.
I carabinieri della Stazione di Fiesole, pur continuando a svolgere compiti di istituto, presero a cooperare con la Resistenza, fornendo armi, viveri e informazioni e, in alcuni casi partecipando ad azioni dirette a mettere in difficoltà i nazifascisti. Il 29 luglio del 1944, in località San Clemente, i tedeschi sorpresero una staffetta partigiana che, protetta da tre carabinieri, tentava di raggiungere gli Alleati.
Nel conflitto a fuoco che ne seguì cadde un soldato tedesco, ma la staffetta (Leonardo Lunari, di 19 anni) ed uno dei carabinieri (Sebastiano Pandolfi, alla cui memoria sarebbe poi stata concessa la medaglia d'argento al valor militare), furono catturati e fucilati dai nazisti. Nel mese di agosto, quando ormai era prossima la liberazione di Firenze, Sbarretti, Marandola e La Rocca, su consiglio del vicebrigadiere Amico - che era riuscito a sottrarsi alla cattura da parte dei tedeschi, che ormai sospettavano della reale attività dei carabinieri di Fiesole - si allontanarono dalla caserma per passare le linee nemiche e unirsi agli Alleati. Non ci riuscirono e, per qualche giorno, restarono alla macchia.
Quando Sbarretti venne a sapere che il Comando tedesco aveva minacciato di uccidere dieci civili presi in ostaggio, se i carabinieri non fossero tornati in caserma, decise con i suoi commilitoni di ritornare a Fiesole. I tre carabinieri, pur consapevoli della sorte che li attendeva si presentarono ai tedeschi e, dopo essere stati trattenuti in un sottoscala dell'albergo "Aurora", furono fucilati. La massima ricompensa al valor militare assegnata a Sbarretti e ai due commilitoni reca, con la ricostruzione dell'episodio, la stessa motivazione. A Sbarretti venne intitolato il 174º corso allievi carabinieri ausiliari.